# Hiremural, Muddebihal
Hiremural là một làng thuộc tehsil Muddebihal, huyện Bijapur, bang Karnataka, Ấn Độ.